# Zipcar
Zipcar è un'azienda statunitense di car sharing con sede a Boston, Massachusetts e parte del gruppo Avis Budget Group.
Offre ai propri membri la possibilità di prenotare veicoli, con tariffe calcolate al minuto, all’ora o al giorno; oltre ai costi di prenotazione, può essere richiesto il pagamento di una quota associativa mensile o annuale. Nel servizio sono inclusi carburante, manutenzione, opzioni assicurative e un posto auto riservato.

## Storia
La società venne fondata nel gennaio del 2000 a Cambridge, nel Massachusetts, da Antje Danielson e Robin Chase, sulla base di modelli di mobilità condivisa già presenti in Germania e Svizzera. Nel giugno dello stesso anno, le prime auto Zipcar iniziarono a circolare nell'area metropolitana di Boston.
Nel gennaio del 2001, Antje Danielson fu allontanata dall’azienda dopo che Robin Chase ottenne dal consiglio di amministrazione il potere esclusivo di assumere e licenziare personale senza consultare il board. In settembre 2001, Zipcar aprì la sua seconda sede a Washington D.C., seguita da una nuova filiale a New York City nel febbraio 2002.
Nel febbraio 2003, a causa delle difficoltà nel reperire nuovi finanziamenti, il consiglio di amministrazione sostituì Robin Chase con Scott Griffith, che assunse il ruolo di CEO. Sotto la sua guida, Zipcar ricevette nel luglio 2005 un investimento di 10 milioni di dollari guidato da Benchmark Capital, e nell’agosto successivo aprì una nuova sede a San Francisco. Nel maggio 2006 l’azienda approdò anche in Canada, con l’apertura dell’ufficio di Toronto, che si rivelò in seguito il mercato in più rapida crescita nella storia della compagnia. Nello stesso mese, General Electric Commercial Finance Fleet Services concesse a Zipcar un finanziamento per il leasing dei veicoli pari a 20 milioni di dollari.

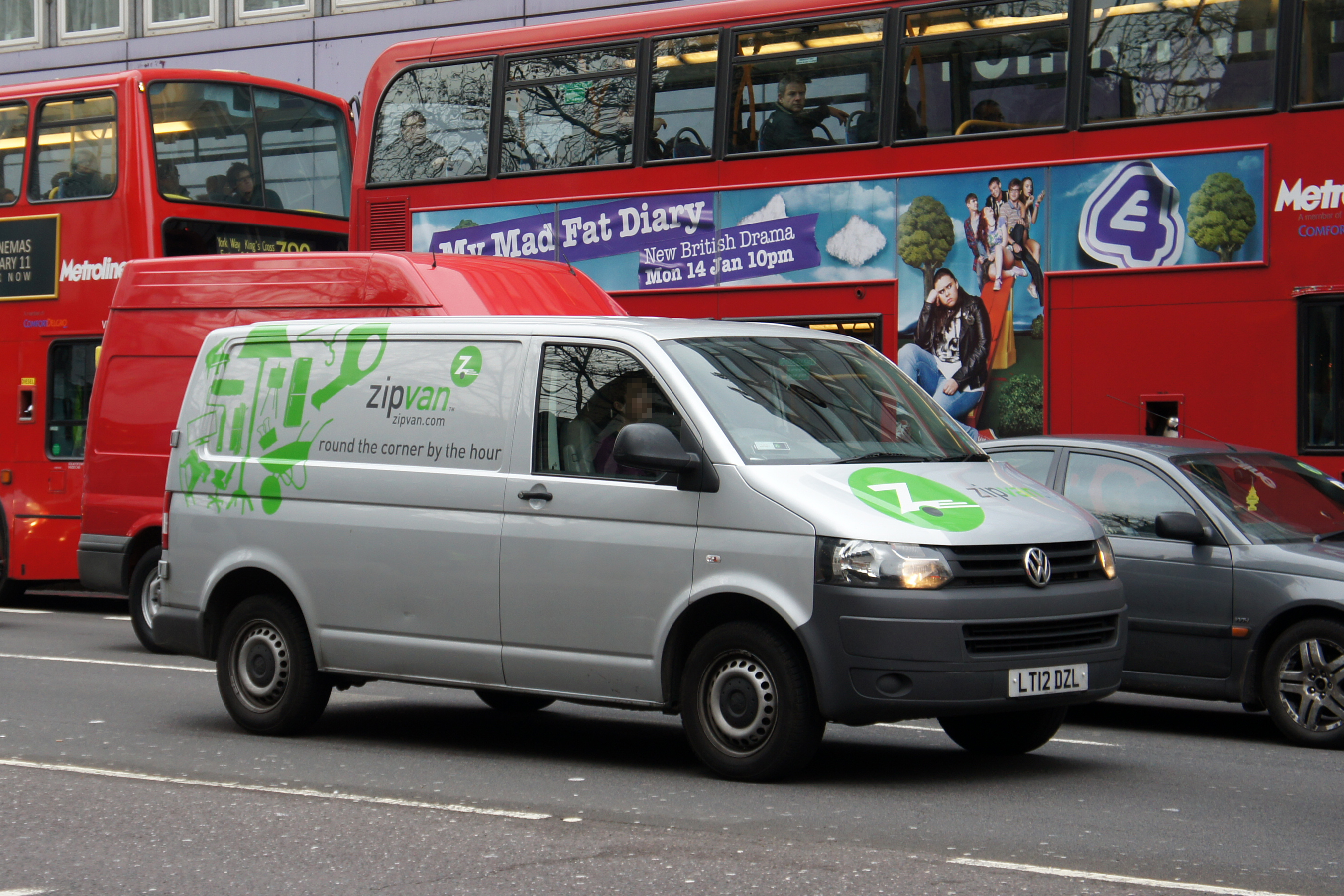
Un Volkswagen Transporter di Zipcar a Londra.

L’espansione internazionale proseguì con l’apertura della sede di Londra nel novembre 2006, seguita da Vancouver nell’aprile 2007. Nell’ottobre dello stesso anno, Zipcar annunciò la fusione con Flexcar, altra importante società di car sharing.
Il 23 gennaio 2008, a seguito della fusione, Zipcar interruppe improvvisamente i servizi nelle città californiane di Los Angeles e San Diego, pur mantenendo attivi quelli nei campus universitari della zona. L’11 luglio 2008, Zipcar annunciò di aver raddoppiato il numero di iscritti nell’anno precedente, raggiungendo i 225.000 membri, includendo anche gli utenti provenienti da Flexcar. Il 28 agosto dello stesso anno, l'università Rice aderì al programma Zipcar, nell’ambito di una strategia per ridurre l’impronta ecologica dell’ateneo e fornire opzioni di trasporto ai dipendenti pendolari.
Nel giugno 2009, Zipcar presentò una applicazione per iPhone durante l’Apple Worldwide Developer Conference, che consentiva agli utenti di localizzare, sbloccare e persino far suonare il clacson dell’auto tramite smartphone.
Nel 2011, Zipcar si quotò in borsa al NASDAQ. Dopo risultati finanziari positivi, il CEO Scott Griffith annunciò che il 2012 sarebbe stato il primo anno di piena redditività secondo i principi contabili statunitensi (US GAAP). Nel gennaio 2013, la società fu acquisita da Avis Budget Group per circa 500 milioni di dollari. Griffith lasciò l’incarico nel marzo dello stesso anno, seguito dal presidente Mark Norman, che fu sostituito nel febbraio 2014 da Kaye Ceille, proveniente anch’essa da Avis. Nel luglio 2016, Ceille lasciò la presidenza per assumere un nuovo ruolo in Australia, e nel gennaio 2017 fu nominata Tracey Zhen come nuova presidente, dopo un’esperienza dirigenziale presso TripAdvisor. Il 27 settembre 2020, Angelo Adams fu annunciato come nuovo responsabile di Zipcar.
Durante la pandemia di COVID-19, Zipcar visse un drastico calo nella domanda a marzo 2020, seguito da un’improvvisa impennata già nel mese di maggio. La rapida crescita della domanda, unita alla riduzione della flotta durante la prima fase pandemica, causò gravi disservizi: molti utenti non trovarono i veicoli prenotati e risultò difficoltoso contattare il servizio clienti. Tracey Zhen si scusò pubblicamente nel giugno 2020, promettendo l’aumento della flotta e l’assunzione di nuovo personale. In quel mese, le richieste di iscrizione a New York City risultarono superiori del 70% rispetto allo stesso periodo del 2019. Secondo fonti interne, i problemi furono aggravati da licenziamenti che coinvolsero oltre il 20% della forza lavoro e dal cambiamento dei call center esternalizzati.

## Tariffazione e regolamento

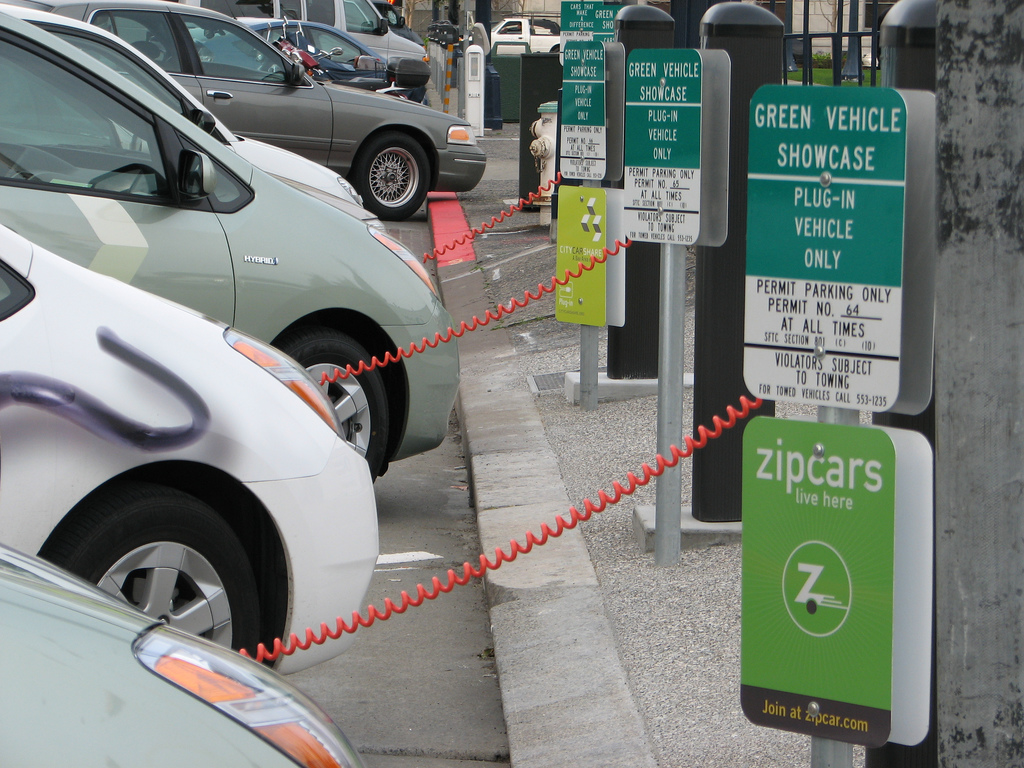
Stazione di ricarica elettrica di Zipcar a San Francisco.

I membri possono visualizzare la disponibilità dei veicoli e prenotare un'auto self-service tramite internet, applicazioni per Android e iPhone, oppure telefonicamente, con intervalli minimi di prenotazione di 30 minuti. I membri pagano solo per il tempo effettivamente prenotato. I veicoli Zipcar trasmettono la loro posizione a un centro di controllo tramite tecnologia di bordo.
Negli Stati Uniti, ogni prenotazione include fino a 180 miglia (circa 290 km) per un periodo di 24 ore. Superata questa soglia, viene addebitato un costo aggiuntivo di $0,45 per miglio (oppure $0,55 per miglio per veicoli premium e furgoni) all'interno del periodo di 24 ore. Se il noleggio supera le 24 ore, il membro ha diritto a 180 miglia per ogni periodo di 24 ore, e successivamente a 20 miglia (32 km) per ogni ora aggiuntiva del periodo prenotato, fino al raggiungimento delle 180 miglia. Se si supera il limite di miglia basato sulle ore, verrà applicata la tariffa extra di $0,45 per miglio ($0,55 per veicoli premium e furgoni).
Per i membri canadesi, ogni prenotazione comprende fino a 200 chilometri (circa 120 miglia) per le prime 24 ore. In caso di superamento, si applica una tariffa di $0,30 per chilometro, fino a $0,45 per chilometro per veicoli premium e furgoni cargo. Se la prenotazione dura più di 24 ore, sono inclusi 200 chilometri per ogni periodo di 24 ore, più 15 chilometri (9,3 miglia) per ogni ora aggiuntiva fino al raggiungimento dei 200 chilometri. Oltre tale soglia, si applicano le stesse tariffe extra sopra indicate.
I singoli membri possono scegliere tra due piani tariffari differenti:
- il "Piano per guidatori occasionali" (Occasional Driving Plan),
- e il "Piano con valore aggiunto" (Extra Value Plan).

I membri ricevono una tessera d’accesso dotata di chip wireless, che permette di sbloccare il veicolo prenotato solo nell’orario previsto. La prenotazione include assicurazione e una carta carburante da utilizzare per rifornire il veicolo. I membri possono prenotare e utilizzare un'auto Zipcar in qualsiasi città in cui il servizio è attivo.